# Svipdag
Svipdag (nórdico antiguo: Svipdagr, que significa Día repentino; inglés antiguo: Svæfdæg) es un héroe vikingo legendario con fama de berserker que aparece en los relatos de Hrólfr Kraki en la saga Hrólfs saga kraka, y como personaje principal en Grógaldr y Fjölsvinnsmál, ambos incluidos en Svipdagsmál. 

## Hrólfs saga kraka
El perfil de Svipdag como guerrero al servicio del rey Hrólfr Kraki, aparece como un personaje con características similares al dios Odín, también posee un solo ojo y controla el destino de un grupo de guerreros.

## Grógaldr y Fjölsvinnsmál
La madrastra de Svipdagr le asigna la tarea de reunirse con Menglöð, quien es su «novia por destino». Para conseguir ese aparentemente imposible encargo, él usa la nigromancia para convocar la sombra de su madre muerta, Gróa, una völva quién también aparece en el Edda prosaica, para ayudarle con nueve hechizos y el primer poema repentinamente termina.
Al principio del segundo poema, Svipdagr llega al castillo del monte Lyfjaberg, donde es interrogado en un juego de adivinanzas por un vigilante, a quien oculta su nombre verdadero. El vigilante es Fjölsviðr, un nombre para Odín en Grímnismál (47), le acompañan sus lobos Geri y Gifr. Tras 18 preguntas y respuestas sobre el castillo, habitantes y alrededores, se da cuenta de que las puertas del castillo solo las puede abrir una persona: el mismo Svipdagr. Al revelarse su identidad, las puertas se abren y Menglöð se alza para recibir al esperado amante, dándole la bienvenida y vuelta a casa.

## Otras fuentes contemporáneas
Un campeón-héroe del mismo nombre, posiblemente el mismo personaje, aparece en el prólogo de Edda prosaica, así como Heimskringla y Gesta Danorum.
En la crónica anglosajona también aparece un Swæbdæg como antecesor de Aella de Deira, monarca del reino de Deira.
En la obra Gesta Danorum de Saxo Grammaticus, aparece como rey de Noruega un Svipdag que luchó contra el legendario rey danés Gram.
Desde el siglo XIX, siguiendo al lingüista y mitólogo alemán Jacob Grimm, Menglöð se identificó con la diosa Freyja para muchos historiadores. En el libro infantil  Our Fathers' Godsaga, el sueco Viktor Rydberg identifica a Svipdagr con el marido de Freyja, Óðr (Óttar) Otros estudiosos que han profundizado en el poema son Hjalmar Falk (1893), B. Sijmons y Hugo Gering (1903), Olive Bray (1908), Henry Bellows (1923), Otto Höffler (1952), Lee M. Hollander (1962), Lotte Motz (1975), Einar Ólafur Sveinsson (1975), Carolyne Larrington (1999), y John McKinnell (2005).